# Трекинг (кинология)

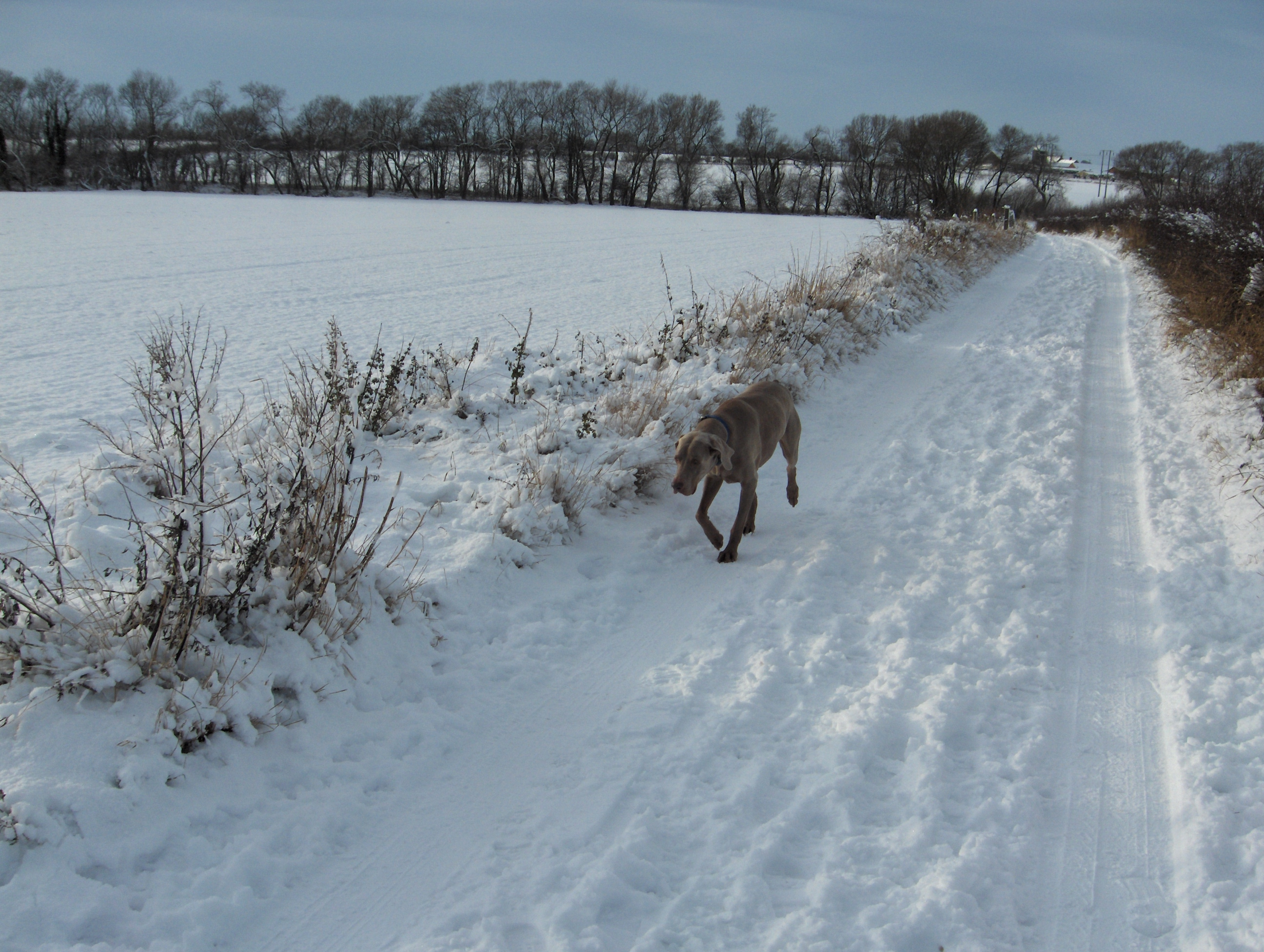
Кобель веймаранера, следующий по запаху на снегу

Трекинг — способность собаки обнаруживать, распознавать и следовать определенному запаху. Обладая повышенными обонятельными способностями, собаки способны обнаруживать, отслеживать и определять местонахождение источника определенных запахов. Более глубокое понимание физиологических механизмов и фаз, участвующих в отслеживании собакой запахов, позволило людям использовать это умение животных в различных целях. Благодаря одомашниванию и изучению человеком особенностей поведения собак, были обнаружены различные методы и факторы, влияющие на способность отслеживать запахи. Изначально являвшееся навыком, применявшимся собаками для охоты в дикой природе, теперь стало широко использоваться людьми.

## Физиологические механизмы

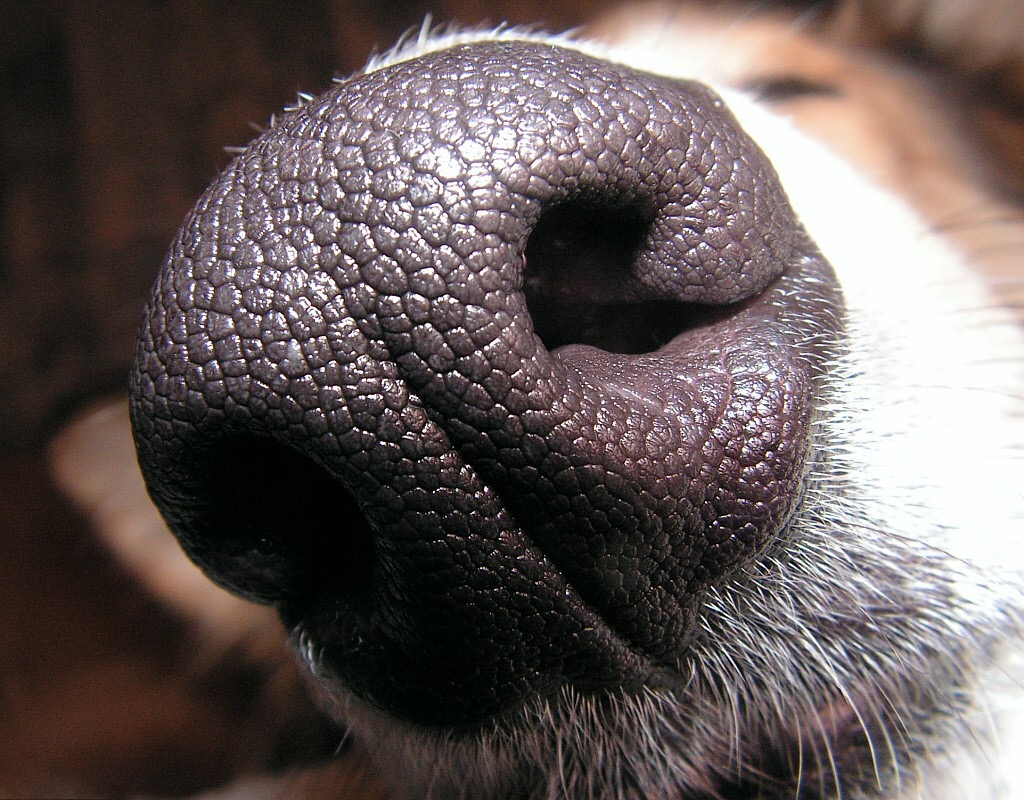
Крупный план носа собаки

Согласно зоосемиотике, общение животных подразумевает обмен информацией между отправителем и получателем посредством передачи химических знаков. Описывающий отправителя и несущий значение химический знак может быть произведён в отсутствие получателя и обнаружен без присутствия человека или собаки, который его произвел. Это означает, что собаки могут оставлять свои собственные следы и обнаруживать ранее оставленные метки без присутствия отправителя . Именно эта теория зоосемиотики объясняет, как собаки могут определять направление, казалось бы, невидимого следа запаха.
Хотя собаки способны следовать как визуальным, так и обонятельным сигналам, похоже, что запах является их наиболее эффективным источником информации. Обоняние собак, благодаря лучшим физическим и неврологическим структурами, намного более развито по сравнению с человеческим. Специализированные носовые раковины в носовой полости собаки позволяют увеличить воздействие воздуха на рецепторные клетки. В сочетании с пропорционально большим сегментом мозга, предназначенным для обработки импульсов обонятельного центра, это приводит к усилению обонятельной способности собак.
Как физические, так и неврологические характеристики собак способствуют их способности обнаруживать чрезвычайно малые концентрации определенных запахов и их способности различать запахи. Точность этих способностей объясняется концепцией групп запахов. Группа запахов — это смесь определенных запахов, которые составляют общий запах, например человека. Чувствительность собак к группам запахов настолько высока, что они способны различать людей по запаху и даже могут сопоставлять запахи с определенными частями тела человека. Распознавать запах наиболее эффективно собака может, когда он свежий, это становится проблематичнее, когда запах начинает выветриваться и исчезать.

## Фазы
Отслеживание запаха (трекинг) характеризуется тремя отдельными фазами: 
1. Фаза поиска 
Начальный период, когда собака пытается поднять след. Собака очень быстро нюхает десять-двадцать раз между вдохами.  Частота обнюхивания обычно составляет 6 Гц и происходит пока собака движется в поисках следа. 
2. Фаза принятия решения
Идентификация следа становится очевидной, когда собака останавливается, а затем переходит к медленному движению. Частота обнюхивания значительно уменьшается. Период обычно длится 3-5 сек.
3. Фаза отслеживания
Схожа с фазой поиска. Ускоряется обнюхивание и увеличивается скорость движения.

## Методы
Хотя собаки используют физиологические методы для обнаружения следов запаха, они применяют эти методы по-разному в зависимости от среды, в которой они отслеживают запах. Запахивай след возникает из-за индивидуального аромата отслеживаемого человека или из-за нарушения окружающей среды, возникающего в результате движения отслеживаемого человека. Способы, которыми собаки отслеживают индивидуальный аромат человека, растительный запах и запаховый след, могут варьироваться в зависимости от обстоятельств. В частности, способность собаки отслеживать запах зависит от того, оставляет ли человек свой запах в воздухе или на земле.
Воздушный запах — комбинация человеческого запаха пота, клеток, секрета желез и других выделений свободно циркулирует на открытом воздухе. Бактерии на отделившихся клетках кожи, вырабатывают побочные продукты с запахом, которые усиливают индивидуальность следа и помогают собаке отслеживать запах. Хотя первоначально воздушный запах намного сильнее, чем запах на земле, на земле он остается обнаруживаемым в течение более долгого времени.
Запах на земле — это сочетание вытоптанной растительности, насекомых, грязи и почвы, нарушенной следами людей.  Нарушенная почва высвобождает влагу и убивает растения, в результате чего образуется побочный продукт с другим запахом. Каждый след выделяет новый запах, более сильный, чем запах окружающей его нетронутой растительности.
Запаховый след часто представляет собой смесь запаха в воздухе и на земле, оставляемых человеком. Собаки способны определять запаховый след, идентифицируя комбинацию запахов человека и запахов окружающей среды, создаваемых человеком. Затем они используют силу общего запаха для определения направленности следа и отслеживают маршрут. Поскольку первый шаг гораздо менее мощный по интенсивности запаха, чем последний шаг человека, собаки движутся в том направлении, где запах кажется сильнее. Кроме того, было замечено, что собаки чередуют визуальное отслеживание и отслеживание запаха в зависимости от условий окружающей среды. По большей части собаки используют обонятельные сигналы в пределах доступа. Тем не менее, было проведено исследование, в котором было доказано, что собаки также используют визуальные, социальные или когнитивные сигналы, чтобы идентифицировать след человека.

## Факторы, влияющие на способность к отслеживанию запахов
Есть много разных факторов, которые влияют на способность собаки успешно определять направление следа. Возраст, пол, и даже личность собаки могут сильно влиять на отслеживающее поведение. Было описано, что кобели более точно определяют направление следа, чем суки. Предполагается, что это связано с историей эволюции кобелей. Обонятельные способности кобелей выше, чем у сук, потому что исторически их задачей было найти себе пару и пометить территорию. Также обнаружено, что обонятельная чувствительность собак снижается, поэтому молодые собаки, как правило, лучше в трекинге, чем возрастные.  Личностные черты собак влияют как на их способность к успешному обучению, так и на их способность успешно отслеживать запахи. Более активные и уверенные в себе собаки, как правило, лучше показывают себя в трекинге.
Поведение хендлера, работающего с собакой, также может повлиять на ее способности. Было обнаружено, что люди и животные обладают очень специфическими социальными навыками, которые позволяют им объединяться и эффективно работать вместе. Адаптация социальной терпимости и внимательности позволила собакам участвовать в совместном решении проблем с людьми. Социальная внимательность — это способность животных обращать внимание на действия своих партнеров и вести себя соответствующим образом.  Именно этот фактор объясняет, как собаки способны интерпретировать сигналы своего проводника и реагировать на них. Указание, изменение взгляда и выражения лица, продемонстрированные дрессировщиком, могут использоваться собакой для определения местоположения объектов и следования в определенном направлении.  Хотя обычно бессознательные сигналы носят целенаправленный характер, они также могут быть интерпретированы собаками во время работы с людьми. Таким образом, хендлеров учат осторожно относиться к своим действиям при работе с собакой, чтобы собака правильно воспринимала их требования.

## Применение человеком
Виды деятельности, в которых люди используют способность собак к отслеживанию запахов зависят от множества различных факторов. В частности, требования конкретной работы часто влияют на то, какую собаку люди предпочитают дрессировать и использовать. Существует три различных типа трекинговых собак в зависимости от их склонности к лучшему распознаванию запаха в воздухе, на земле и следа.  Эти разновидности обычно называют следовой собакой, розыскной собакой и собакой, работающей с точечными источниками запаха, каждая из них специализируется на разных методах поиска запаха.

#### Следовая собака
Следовые собаки известны своей способностью обнаруживать и отслеживать вегетативные пары, выделяемые при нарушениях жизнедеятельности растений . Они следуют за следами на земле и могут следовать за довольно старыми запахами.

#### Розыскания собака
Розыскные собаки имеют более сильную привязку к источникам человеческого запаха возле следа, по которому они следят. Можно наблюдать, как они слегка отклоняются от следа, по которому идут, или пересекают его. Розыскные собаки в значительной степени полагаются на запах, потому что следы, по которым они двигаются, часто не имеют визуальных подсказок для отслеживания. Следовые и розыскные собаки часто используются, как взаимозаменяемые для помощи полиции в поисках людей, подозреваемых и потерпевших.

#### Собаки, работающие с точечными источниками запаха
Собаки, работающие с точечными запахами специализируются на отслеживании запахов воздуха и склонны игнорировать запахи с земли. Они используют увеличивающуюся интенсивность специфических запахов, чтобы идентифицировать и отслеживать след до определенного объекта. Существуют две отдельные классификации точечных собак: собаки-детекторы  и собаки-распознаватели. Чаще всего используются собаки-детекторы, которые идентифицируют как небиологические, так и биологические запахи объекта, игнорируя другие нецелевые запахи окружающей среды. Собаки-распознаватели чаще всего используются полицией для определения запаха конкретного человека, за которым следят. Это отличает их  от собак-детекторов, потому что они должны реагировать на запах, который совпадает с предоставленным им для поиска или выделяется  среди других запахов, вместо того, чтобы определять присутствие определенного запаха. Немецкая овчарка — порода, обычно используемая полицией для отслеживания человеческих запахов.
Виды использования собак-детекторов:
- Опознавание взрывчатых веществ и мин[17]
- Обнаружение бактерий в зданиях[18]
- Обнаружение человеческих отходов в ливневых стоках[19]
- Поисково-спасательные операции[5]
- Сбор улик на месте преступления[20]
- Обнаружение наркотиков[13] и взрывчатых веществ[20]

Виды использования собак-распознавателей:
- Поиск мертвых[5] или живых[13] подозреваемых полиции
- Различение между различными формами наркотиков[6] и обозначение присутствия конкретного наркотика